# Norbert Pierlot
Norbert Pierlot, né en 1919 à Azzaba (anciennement Jemmapes, wilaya de Skikda, Algérie) et mort en 1979, est un acteur et céramiste français.

## Biographie
Issu du monde du théâtre lyonnais, Norbert Pierlot devient potier en Bourgogne. Après un premier mariage avec l'artiste peintre Mireille Montangerand, il restaure en 1951 avec son seconde épouse, Jeanne Pierlot née Monvel, le château de Ratilly qui deviendra un centre de poterie, de céramique et d'art contemporain.
Acteur, il est connu pour Les Fruits sauvages (1954) et Les Potiers (1962).
Il est mort en 1979.

## Théâtre
- 1946 (décembre) : Huon de Bordeaux d'Alexandre Arnoux, mise en scène d'Alexandre Tansman et Georges Douking, Théâtre Pigalle : Amauri

## Filmographie
- 1954 : Les Fruits sauvages, film d’Hervé Bromberger